# Natural Resistance
Natural Resistance è un film documentario italo-francese del 2014 diretto da Jonathan Nossiter. 
È stato presentato in anteprima, l'8 febbraio 2014, alla 64ª edizione del Festival di Berlino nella sezione Panorama.
Il film racconta la sincerità e il coraggio di quattro viticoltori italiani (Elena Pantaleoni, Stefano Bellotti, Giovanna Tiezzi e Corrado Dottori)  che hanno deciso di lavorare la terra nel pieno rispetto della natura e dei suoi tempi e di combattere le leggi restrittive e la sospettosa burocrazia dei controlli imposti dall'Unione europea e dalle associazioni di viticoltori.